# Ondřej Kepka
Ondřej Kepka (ur. 28 września 1969 w Pradze) – czeski aktor dziecięcy, filmowy i telewizyjny, także reżyser i scenarzysta, fotograf. W Polsce znany głównie jako Honzík, młodszy syn Majerów, z serialu Arabela (1978–80) i Powrót Arabeli (1990–93).
Urodził się w Pradze i jest synem Jiříego Kepki i aktorki Gabrieli Vránovej. Uczęszczał do Gimnazjum Jana Nerudy (1988), specjalizującym się w geologii. Ukończył studia na Wydziale Teatralnym Akademii Sztuk Scenicznych w Pradze (1992) i na Wydziale Filmowym i Telewizyjnym Akademii Sztuk Scenicznych w Pradze (1996) na wydziale reżyserii. 

## Albumy fotograficzne
- 1999: Kumštýři na vodě
- 2010: Příběhy fotografií aneb Soukromé album

## Wybrana filmografia (reżyser)
- Tvůj svět (TV)
- Dívka se zázračnou pamětí (TV)
- Souboj (TV)
- Cesta ke slunci (TV)
- Stará láska nerezaví – adaptacja telewizyjna spektaklu - Najlepsza komedia telewizja roku (festiwal Novoměstský Hrnec smíchu)
- Spirála nenávisti
- Poslední kouzlo (TV)
- Začarovaná láska (TV)
- Smetanový svět (TV)
- Bekyně mniška (TV)
- Dopisy od Karla Čapka (film dokumentalny)

## DVD
- 2010: Království poezie
- 2011: Ondřejova filmová škola – 33 dílů populární videoučebnice pro začínající filmaře